# Dabrony
Dabrony är en ort (by) i provinsen Veszprém i västra Ungern. Orten har 367 invånare (2024), på en yta av 17,00 km². Den ligger cirka 23 kilometer nordväst om Ajka.